# Gancourt-Saint-Étienne

Gancourt-Saint-Étienne este o comună în departamentul Seine-Maritime, Franța. În 1 ianuarie 2022 avea o populație de 226 de locuitori.